# Gabriel Pellon
Gabriel Pellon (* 10. Februar 1900 in Metz; † 28. Dezember 1975 in München) war ein deutscher Filmarchitekt und Maler.

## Die frühen Jahre
Der gebürtige Lothringer, Sohn eines bekannten Kunstmalers und Kunsthochschullehrers, hatte nach dem Besuch des Gymnasiums seit 1917 seine künstlerische Ausbildung zum Maler und Szenenbildner unter der Anleitung seines Vaters gesammelt und zunächst als Gemälde- bzw. Kulissenmaler für die Bühne gearbeitet. Seit 1918 machte er sich mit der Arbeiten der Kubisten vertraut und übersiedelte daraufhin 1919 nach Berlin, wo er sich auch mit dem Dadaismus näher beschäftigte. 1923 beteiligte sich Pellon erstmals an einer großen Kunstausstellung. Seine Auseinandersetzung mit dem Werk Hieronymus Boschs führte zu einer eigenen Serie "magische Blätter", wovon einige in der Ausstellung der sog. Novembergruppe gezeigt wurden.

## Leben und Wirken als Filmschaffender
Gegen Ende der 20er Jahre wandte er sich dem Kinofilm zu. 1929 debütierte Gabriel Pellon an der Seite des erfahrenen Kollegen Otto Gülstorff als Filmarchitekt bei Wilhelm Dieterles Ganghofer-Adaption Das Schweigen im Walde. Es sollte sein einziger Stummfilm bleiben. Im Tonfilm war Pellon an einer Fülle von eher durchschnittlichen Unterhaltungsproduktionen beteiligt, einfühlsame und ambitionierte Werke wie die literarischen Stoffe Liebelei und Der Schimmelreiter blieben Ausnahmen. Als seine herausragendste Leistung im Film des Dritten Reichs kann seine Kreation eines barocken, flämischen Dorfes in dem prachtvollen Sittengemälde Das Bad auf der Tenne, einem frühen Farbfilm, angesehen werden.
Nach dem Krieg fand Gabriel Pellon rasch Anschluss an das bundesdeutsche und West-Berliner Filmgeschehen. 1950/51 stattete er Hans Deppes beide heimatverbundenen Kassenfüller Schwarzwaldmädel und Grün ist die Heide aus, die ersten bundesrepublikanischen Farbfilmproduktionen. In späteren Jahren kooperierte Pellon häufig mit den jüngeren Kollegen Hans-Jürgen Kiebach und Peter Röhrig. In seinen letzten Arbeitsjahren musste sich Pellon, der kaum noch Aufträge erhielt, mit architektonischem Kleinkram (Branchenjargon: Arbeit ‘in der Kolonne’) und Hilfsmaler-Tätigkeiten begnügen. Größere Aufgaben wie zu den Junger Deutscher Film-Exponaten Schonzeit für Füchse und Der sanfte Lauf blieben Ausnahmen. Seine letzte Kino-Arbeit besaß den Charme des Naiven und belegte zugleich Pellons Freude an Fantasie und Fantasterei: Zu dem mit sehr durchwachsenen Kritiken bedachten Gruselfilm Die Schlangengrube und das Pendel kreierte er pappmachéhafte Horrordekors wie Verliese, Gewölbe und Folterkammern aber auch die Wandmalereien im Schloss, die entfernt an die spukhaften, mittelalterlichen Endzeit- und Höllendarstellungen Boschs, Pellons einstigem Studienobjekt, erinnern.

## Aktivitäten als freischaffender Künstler
Pellon, der als Lehrmeister der späteren Oscar-Preisträger Rolf Zehetbauer und Kiebach galt, hat neben seiner Tätigkeit für das bundesdeutsche Kino auch weiterhin als freischaffender Künstler gearbeitet. Reisen führten ihn bis nach Wien, Bukarest, Rom, Florenz, Nizza und Paris. In Innsbruck und Berlin (1956 in der Galerie Springer) konnte er seine Werke ausstellen. Einige seiner Arbeiten (z. B. die Gemälde „Komposition“ und „Fischbraut“) aus den 50er und 60er Jahren fanden sogar noch zu Beginn des neuen Jahrtausends ihren Weg in Auktionen. Noch 2009 und 2010 konnte man Pellons Arbeiten im Rahmen von Ausstellungen wie 'Die phantastischen Welten des Gabriel Pellon' in der Galerie Bernd Dürr begutachten.
Pellon starb 75-jährig in München, wo er sich, aus Berlin kommend, 1960 niedergelassen hatte.

## Filmografie (Auswahl)
| - 1929: Das Schweigen im Walde - 1931: Die lustigen Weiber von Wien - 1931: Die Nacht ohne Pause - 1932: Eine Stadt steht kopf - 1933: Liebelei - 1933: Der Schimmelreiter - 1934: Schwarzer Jäger Johanna - 1934: Der stählerne Strahl - 1935: Anschlag auf Schweda - 1936: Die unmögliche Frau - 1936: Nachtwache im Paradies - 1936: Drei tolle Tage - 1937: Gauner im Frack - 1937: Mutterlied - 1938: Kleines Bezirksgericht - 1938: Geld fällt vom Himmel - 1939: Drunter und drüber - 1939: Roman eines Arztes - 1939: Hochzeitsreise zu dritt - 1939: Leidenschaft - 1940: Polterabend - 1940: Der dunkle Punkt - 1940: Herzensfreud – Herzensleid - 1940: Wetterleuchten um Barbara - 1942: Das Bad auf der Tenne - 1942: Floh im Ohr - 1943: Ich werde dich auf Händen tragen - 1945: Wir seh’n uns wieder - 1945: Der Mann im Sattel (UA: 2000) - 1947: Menschen in Gottes Hand - 1948: Der Herr vom andern Stern - 1948: Berliner Ballade - 1949: Martina - 1949: Eine Nacht im Séparée - 1950: Schwarzwaldmädel - 1951: K – Das Haus des Schweigens - 1951: Durch Dick und Dünn - 1951: Grün ist die Heide - 1951: Tanz ins Glück - 1951: Wenn die Abendglocken läuten - 1952: Drei Tage Angst - 1952: Ich warte auf Dich - 1953: Tagebuch einer Verliebten | - 1953: Alles für Papa - 1953: Regina Amstetten - 1954: Meine Schwester und ich - 1954: Ihre große Prüfung - 1954: Große Starparade - 1955: Oase - 1955: Stern von Rio - 1955: Der 20. Juli - 1955: Liebe, Tanz und 1000 Schlager - 1956: Meine 16 Söhne - 1956: Kirschen in Nachbars Garten - 1956: Wo die alten Wälder rauschen - 1956: Geliebte Corinna - 1957: Ferien auf Immenhof - 1957: Das haut hin - 1957: Der tolle Bomberg - 1957: Anders als du und ich - 1958: Der Greifer - 1958: Das gab’s nur einmal - 1958: Wenn die Conny mit dem Peter - 1958: Majestät auf Abwegen - 1958: Schlag auf Schlag - 1959: Labyrinth - 1959: Freddy, die Gitarre und das Meer - 1959: Freddy unter fremden Sternen - 1960: Das kunstseidene Mädchen - 1960: Freddy und die Melodie der Nacht - 1960: Es ist soweit (TV-Sechsteiler) - 1960: Der wahre Jakob - 1960: Schwarzer Kies - 1961: Die Kurve (TV) - 1961: Staatsaffären (TV) - 1961: Quadrille (TV) - 1961: Die unsichtbaren Krallen des Dr. Mabuse - 1962: Nachts ging das Telefon - 1962: Jeder stirbt für sich allein (TV) - 1962: Der Rosenstock (TV) - 1963: Sessel am Kamin (TV) - 1963: Vorsätzlich (TV) - 1964: Die Truhe (TV) - 1965: Schonzeit für Füchse - 1966: Der sanfte Lauf - 1967: Die Schlangengrube und das Pendel |